# تپه جمشیدی
تپه جمشیدی مربوط به عصر مس - سده‌های اولیه دوران‌های تاریخی پس از اسلام است و در شهرستان نهاوند، بخش گیان، دهستان گیان، ۴۵۰ متری ضلع شمال غربی روستای مهین آباد واقع شده و این اثر در تاریخ ۲۵ آبان ۱۳۸۷ با شمارهٔ ثبت ۲۳۷۳۸ به‌عنوان یکی از آثار ملی ایران به ثبت رسیده است.